# Jolien Verschueren
Jolien Verschueren (ur. 7 maja 1990 w Kortrijk, zm. 2 lipca 2021 tamże) – belgijska kolarka przełajowa, wicemistrzyni Europy z 2015 roku. Jeździła dla zespołu UCI Cyclocross Pauwels Sauzen–Bingoal. Reprezentowała swój kraj w elitarnej imprezie kobiet na mistrzostwach świata UCI w kolarstwie przełajowym w 2016 roku w Heusden-Zolder. W 2015 roku została wicemistrzynią Europy, podczas Mistrzostw Europy rozgrywanych w Huijbergen w Holandii, przegrywając jedynie ze swoją rodaczką Sanne Cant. Wygrała KoppenbergCross w 2015 roku i powtórzyła to w 2016 roku, pokonując mistrzynię świata Thalite de Jong.
12 kwietnia 2018 roku ogłosiła, że poddała się operacji usunięcia złośliwego guza mózgu. Verschueren próbowała powrócić do startów w 2019 i 2020 roku, ale jej zdrowie nie pozwalało na dobre wyniki. Verschueren zmarła na raka mózgu 2 lipca 2021 roku w wieku 31 lat.